# Euphorbia latifolia
Euphorbia latifolia är en törelväxtart som beskrevs av Carl Anton von Meyer och Carl Friedrich von Ledebour. Euphorbia latifolia ingår i släktet törlar, och familjen törelväxter. Inga underarter finns listade i Catalogue of Life.